# Секст Помпей Фест
Секст Помпей Фест (на латински: Sextus Pompeius Festus) e римски лексикограф и граматик от 2 век.
Вероятно произлиза от Нарбона в Галия.
Неговото произведение от 20 тома за Значението на думите е откъс от обемистия Glossar de verborum significatu на прочутия августов граматик Марк Верий Флак.
За остарелите римски думи пише Priscorum verborum cum exemplis.
От неговите книги днес е запазен ръкописът от Неапол от 11 век Codex Farnesianus, който частично изгаря. Запазени са само буквите M–Z (том 12 – 20).
Освен това запазени са напълно откъсите, които Павел Дякон съставя през 8 век и средновековен Glossare.

## Издания
- Wallace Martin Lindsay (Hrsg.): Sexti Pompei Festi De verborum significatu quae supersunt cum Pauli epitome. Teubner, Leipzig 1913. Neudruck: Olms, Hildesheim 1965
- Karl Otfried Müller: Sexti Pompei Festi De verborum significatione quae supersunt cum Pauli Epitome. Leipzig 1839 und Leipzig 1880. Neudruck: Olms, Hildesheim 1975
- Emil Thewrewk (Hrsg.): De verborum significatu quae supersunt com Pauli epitome. Acad. litt. Hungarica, Budapest 1889 Online